# Judo-Europameisterschaften der Männer 1964
Die Judo-Europameisterschaften 1964 der Männer fanden vom 25. bis zum 26. Mai in der Werner-Seelenbinder-Halle in Ost-Berlin statt. Es waren die ersten Europameisterschaften in der Deutschen Demokratischen Republik, nachdem zwei Jahre zuvor die Europameisterschaften bereits erstmals in der Bundesrepublik Deutschland stattgefunden hatten.
Das Team des Gastgeberlandes gewann eine Bronzemedaille. Zwei Europameister des Vorjahres konnten ihren Titel verteidigen.

## Ergebnisse
| Gewichtsklasse             | Gold             | Silber          | Bronze                             |
| -------------------------- | ---------------- | --------------- | ---------------------------------- |
| Leichtgewicht (bis 68 kg)  | Ārons Bogoļubovs | Karl Reisinger  | Brian Jacks Michel Lesturgeon      |
| Mittelgewicht (bis 80 kg)  | Lionel Grossain  | Jacques Noris   | Peter Snijders George Kerr         |
| Schwergewicht (über 80 kg) | Anton Geesink    | Johan Schaeffer | Anthony Sweeney Marcel Lenormand   |
| Offene Klasse              | Anton Geesink    | Martin Poglajen | Michel Franceschi Frank Gonschorek |

## Medaillenspiegel
| Rang | Land                            | Gold | Silber | Bronze | Gesamt |
| ---- | ------------------------------- | ---- | ------ | ------ | ------ |
| 1    | Niederlande                     | 2    | 2      | 1      | 5      |
| 2    | Frankreich                      | 1    | 1      | 3      | 5      |
| 3    | Sowjetunion                     | 1    | –      | –      | 1      |
| 4    | Österreich                      | –    | 1      | –      | 1      |
| 5    | Vereinigtes Königreich          | –    | –      | 3      | 3      |
| 6    | Deutsche Demokratische Republik | –    | –      | 1      | 1      |
|      | Total                           | 4    | 4      | 8      | 16     |